# Since I've Been Loving You
Since I've Been Loving You, låt skriven av Jimmy Page, Robert Plant och John Paul Jones, framförd av medlemmarna i Led Zeppelin på albumet Led Zeppelin III, släppt 1970. Låten är inspelad live i studion och spelades live genom gruppens hela karriär, dock endast sporadiskt under turnén 1975.